# Dallas Grand Prix Circuit
Dallas Grand Prix Circuit var en racerbana i Fair Park i Dallas i USA. Banan, som numera är nedlagd, användes för USA:s Grand Prix vid ett tillfälle.

## F1-vinnare
| Säsong | Förare        | Tillverkare    |
| ------ | ------------- | -------------- |
| 1984   | Keke Rosberg, | Williams-Honda |